# 嘉麻市バス

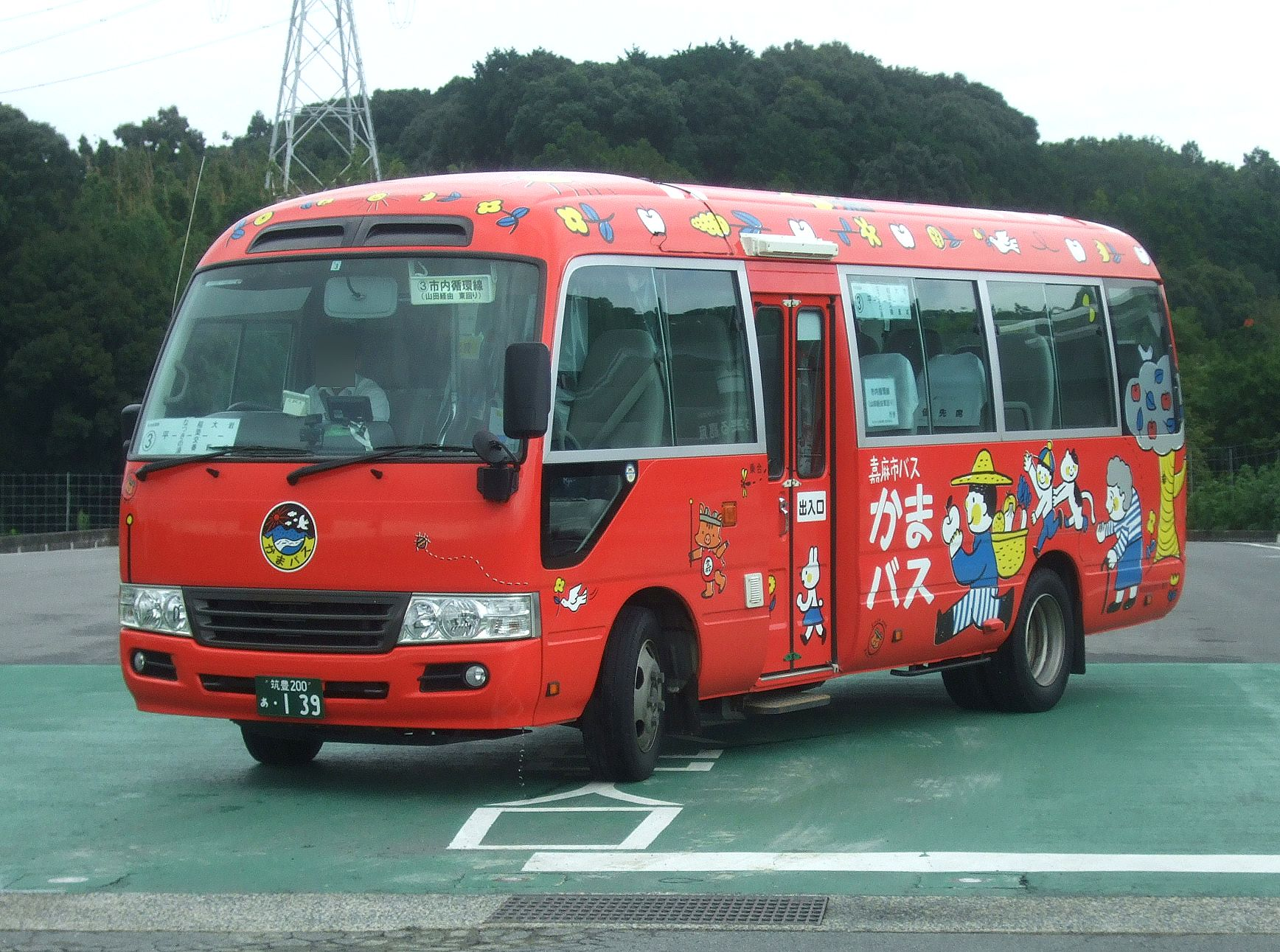
2020年4月からの新デザインのラッピングが施された車両

嘉麻市バス（かましバス）は、福岡県嘉麻市にて運行しているコミュニティバスである。
山田市・嘉穂町・稲築町・碓井町が2006年に合併して嘉麻市となった際、それまで山田市が運行していた山田市バスと嘉穂町が運行していた嘉穂町バスを嘉麻市が継承したものである。いずれも西鉄バス（西鉄バス筑豊）が運行していた路線を廃止したことに伴い、代替として運行開始された。嘉麻市発足後に制度の統合が図られ、料金が統一されたが、路線体系は、2019年3月31日までは旧山田市を中心に運行する「山田バス」、旧嘉穂町を中心に運行する「嘉穂バス」に分かれていた。2019年4月1日からは旧稲築町の下鴨生駅と桂川駅を結ぶ「稲築桂川線」のみを受け持つ、「稲築バス」が、2020年1月からは同年1月9日に嘉穂地区で試行運行を開始したデマンドバスが路線体系に加わった。同年4月1日には路線体系の大幅な見直しにより、路線体系は幹線路線・枝線路線・デマンドバスに変更された。
2019年4月1日から2020年3月31日までは、道路運送法第78条・第79条の規定に基づく自家用自動車（白ナンバー車）による有償運送と、稲築桂川線とデマンドバスの、道路運送法第4条に基づく一般旅客自動車（緑ナンバー車）による有償運送が併存した。2020年4月1日からは、道路運送法第4条に基づく一般旅客自動車（緑ナンバー車）による有償運送に統一された。

## 沿革
2003年4月1日に西鉄バス筑豊伊田支社（現在は西鉄バス筑豊田川支社に統合）が運行していた後藤寺 - 上山田間の路線のうち、坂谷（田川市猪国） - 上山田間の山田市内区間が廃止されたため、山田市が代替として乗合タクシーを運行開始した。
翌2004年4月1日に西鉄バス筑豊大隈支社（現・西鉄バス筑豊大隈車庫）が担当していた山田市内・嘉穂町内の路線の大半が廃止されたため、代替として山田市では山田市バス、嘉穂町では嘉穂町バスを運行開始した。
2006年3月27日に嘉麻市が発足した際は旧山田市・旧嘉穂町がコミュニティバス運行開始時に制定した「山田市バス条例」および「嘉穂町地域路線バス事業の設置等に関する条例」に基づき合併前の体系で運行していたが、2008年4月1日に嘉麻市バス条例を施行し、それまで150円から300円の区間制であった嘉穂バスの運賃を山田バスと同様の100円均一として運賃を統一し、あわせて路線が再編された。
2011年6月1日には同年4月1日付で実施された西鉄バス筑豊大隈車庫の路線整理により稲築地区のみを運行する稲築線が運行開始した。
2019年4月1日には下鴨生駅と桂川駅を結ぶ稲築桂川線が運行開始 。これを皮切りに、嘉麻市バスの見直しがなされるようになり、同年10月1日には嘉麻市総合バスステーション、「バス来る嘉麻」がオープンし、2020年1月9日には嘉穂地区においてデマンドバスが試行運行開始。 
2020年4月1日には嘉麻市バスの全体的な見直しが実施された。

### 年表
- 2003年4月1日 - 坂谷 - 上山田間の乗合タクシーが運行開始。
- 2004年4月1日
  - 山田市バス運行開始。同時に乗合タクシーは山田市バスと統合の上、廃止となる。
  - 嘉穂町バス運行開始。
- 2006年3月27日 - 嘉麻市発足に伴い、嘉麻市が山田市バス・嘉穂町バスを継承。嘉麻市山田バス、嘉麻市嘉穂バスとなる。
- 2008年4月1日 - 嘉麻市バス条例施行。山田地区、嘉穂地区の料金を統一化。嘉穂地区の路線を見直し。[6]
  - 嘉穂地区路線のうち、足白線の山田地区乗り入れ廃止、宮野線の市野 - 神有間廃止、千手線で利用の少ないバス停廃止。
  - 市内周回線新設。
- 2011年6月1日 - 稲築線を新設。
- 2019年4月1日 - 稲築桂川線を新設。稲築バス運行開始。
- 2019年10月1日 - 嘉麻市総合バスステーション、「バス来る嘉麻」が開業。
- 2020年1月9日 - 嘉穂地区においてデマンドバスの試行運行開始。
- 2020年4月1日 - 嘉麻市バスの全体的な見直し。
  - 路線体系は幹線路線・枝線路線・デマンドバスに。福祉バスは無料であったが、同時に市バスに統合されて廃止となる。
  - 白ナンバー路線の廃止と緑ナンバー路線への統一。
  - フリー乗降制、乗継券の廃止。
  - 稲築桂川線の増便（1往復）。熊ヶ畑桂川線の大幅な見直し。
  - デマンドバスの本運行開始。
  - その他

## 現路線
それぞれの路線は以下の通りである。西鉄バスが運行されていなかった地域でも運行されている。
日祝日は枝線路線・デマンドバスは運休する。年末年始（12月29日から1月3日）は全便運休する。
※括弧内は一部便のみ経由、A/BはAかBの選択経由
幹線路線①　稲築桂川線
下鴨生駅と桂川駅を結んでいる。 2019年4月1日に運行を開始し、稲築バスの初めての路線となった。嘉穂観光が運行を請負っている。年末年始のみ運休し、ほかは平日だろうが土日祝だろうが1日12往復運行される。嘉麻市役所（稲築庁舎）・稲築病院経由が全体の9割を占め、残りは東岩崎・嘉穂総合高校経由になっていたが、2020年4月1日には1往復増便されて幹線路線①となり、全体の1割のほうがなつきが丘・東岩崎・嘉穂総合高校経由に変更された。
※桂川駅 - 嘉穂総合高校間のみでは利用不可
（嘉麻市役所・稲築病院経由）
下鴨生駅 - 鴨生東町 - 鴨生西町 - 鴨生団地 - なつきの湯 - 平 - 嘉麻市役所 - 志耕館高校 - 稲築病院 - 吉隈保育所 - 嘉穂総合高校入口 - 桂川駅
（なつきが丘・東岩崎・嘉穂総合高校経由）
下鴨生駅 - 藤見台 - なつきが丘 - 鴨生団地 - なつきの湯 - 平 - 東岩崎 - 志耕館高校入口 - 吉隈保育所 - 嘉穂総合高校入口 - 嘉穂総合高校 - 桂川駅
幹線路線②　熊ヶ畑桂川線
1日に上りが18本、下りが17本運行される。2020年4月1日に山田バスの路線1・2を統合し、全面改正して誕生した。旧山田市域・田川市の坂谷・牛隈・総合バスステーションと碓井庁舎を結ぶ路線、旧山田市域・田川市の坂谷・牛隈・総合バスステーションと碓井庁舎・吉隈と桂川町の嘉穂総合高校・桂川駅を結ぶ路線、田川市の坂谷・旧山田市域で完結する路線がある。坂谷では、改正前同様、田川市コミュニティバス（坂谷・田川病院線）と接続する。
・桂川駅 - 嘉穂総合高校 - 又手 - 弥栄 - 笹尾橋 - 吉隈 - 碓井庁舎 - 西牛隈 - 牛隈 - 総合バスステーション - 日吉峠 - 新原 - 深見 - 山田中学校 - 生涯学習館 - 市立図書館 - 百々谷 - 白木口 - 熊ヶ畑
・碓井庁舎 - 西牛隈 - 牛隈 - 総合バスステーション - 日吉峠 - 新原 - 深見 - 山田中学校 - 生涯学習館 - 市立図書館 - （百々谷 - 白木口 - 熊ヶ畑/サルビアパーク - 大橋 - 猪之鼻 - 坂谷）
・生涯学習館 - 市立図書館 - （百々谷 - 白木口 - 熊ヶ畑/サルビアパーク - 大橋 - 猪之鼻 - 坂谷）　※それぞれ1往復ずつ
・坂谷 → 猪之鼻 → 大橋 → サルビアパーク → 市立図書館 → 生涯学習館 → 山田中学校 → 深見 → 新原 → 日吉峠 → 牛隈 → 総合バスステーション → 西牛隈 → 碓井庁舎 → 吉隈 → 笹尾橋 → 弥栄 → 又手 → 嘉穂総合高校 → 桂川駅　※1日2本のみ、かつ田川市コミュニティバスからスムーズに乗り継げるのは17時台発の1日1本のみ
幹線路線③　市内循環線　東回り｜山田方面
総合バスステーションと嘉麻市役所・志耕館高校・稲築病院の間を、旧山田市域・稲築才田・なつきの湯を経由して結んでいる。上り第1便は、幹線路線④の市内循環線・西回りの下り第1便、稲築病院へ、下り第1便は嘉麻市役所発で、同路線の上り第2便、嘉穂庁舎へ接続している。
・総合バスステーション - 五日町 - 嘉穂庁舎 - 嘉麻警察署 - 原町口 - 松岡病院 - 日赤病院 - 生涯学習館 - 深見 - 下山田小学校下 - 城ヶ浦橋 - 稲築才田 - なつき文化ホール北 - 平 - 枝坂 - なつきの湯 - 鴨生口第一 - 嘉麻市役所 - 岩崎 - 志耕館高校 - 稲築病院
・（上り第1便）総合バスステーション → 五日町 → 嘉穂庁舎 → 嘉麻警察署 → 原町口 → 松岡病院 → 日赤病院 → 生涯学習館 → 深見 → 下山田小学校下 → 城ヶ浦橋 → 稲築才田 → なつき文化ホール北 → 平 → 枝坂 → なつきの湯 → 鴨生口第一 → 嘉麻市役所 → 岩崎 → 志耕館高校 → 稲築病院 → 志耕館高校 → 西岩崎 → 松寿園 → 下臼井口 → 人権啓発センターあかつき → 第二保育所 → 碓井交番 → 笹原公民館 → 屋内ゲートボール場 → 織田廣喜美術館 → 碓井庁舎 → 道の駅うすい → 西郷 → カントリーエレベーター → 夢サイトかほ → 嘉穂庁舎 → 総合バスステーション
・（下り第1便）嘉麻市役所 → 鴨生口第一 → なつきの湯 → 枝坂 → 平 → なつき文化ホール北 → 稲築才田 → 城ヶ浦橋 → 下山田小学校下 → 深見 → 生涯学習館 → 日赤病院 → 松岡病院 → 原町口 → 嘉麻警察署 → 嘉穂庁舎 → 夢サイトかほ → カントリーエレベーター → 西郷 → 道の駅うすい → 碓井庁舎 → 織田廣喜美術館 → 屋内ゲートボール場 → 笹原公民館 → 碓井交番 → 第二保育所 → 人権啓発センターあかつき → 下臼井口 → 松寿園 → 西岩崎 → 志耕館高校 → 稲築病院 → 嘉麻市役所
幹線路線④　市内循環線　西回り｜碓井方面
総合バスステーションと志耕館高校・稲築病院・嘉麻市役所を、大隈・碓井庁舎・西岩崎を経由して結ぶ路線である。上り第2便は嘉穂庁舎発、下り第1便は稲築病院発で、前者は幹線路線③の市内循環線・東回りの下り第1便、嘉穂庁舎から、後者は同路線の上り第1便、稲築病院から接続している。
・総合バスステーション - 五日町 - 嘉穂庁舎 - 夢サイトかほ - カントリーエレベーター - 西郷 - 道の駅うすい - 碓井庁舎 - 織田廣喜美術館 - 屋内ゲートボール場 - 笹原公民館 - 碓井交番 - 第二保育所 - 人権啓発センターあかつき - 下臼井口 - 松寿園 - 西岩崎 - 志耕館高校 - 稲築病院 - 嘉麻市役所
・（上り第2便）幹線路線③の下り第1便の記載通り
・（下り第1便）同路線の上り第1便の記載通り
デマンドバス
嘉穂地区
2020年1月9日に試行運行開始。旧嘉穂地区全体をカバーし、遊人の杜等、以前の嘉麻市バスが乗り入れない場所にも乗り入れる。なお、桂川の内山田と飯塚の筑穂地区の君ヶ畑の一部（東畑バス停付近）にも乗り入れる。嘉穂地区は区域面積が他の3地区：稲築地区、碓井地区、山田地区に比べて遥かに大きく、集落が点在しているため早目の運行開始となっている。同年4月1日に本運行開始。
稲築地区・碓井地区・山田地区
2020年4月1日に運行開始。同日、山田地区の2台のうち1台から、かまバスの赤いラッピング車両が運用についたことが確認され、他の車両も順次かまバスの赤いラッピング車両に変更され、嘉麻市バスは赤いラッピング車両に統一された。

## 旧路線

### 2020年3月までの路線
当初は西鉄バスの代替を目的に運行開始された。
1. 山田バス
主に旧山田市中心部の上山田駅跡に建てられた生涯学習館を基点として、旧山田市内を中心に運行されていた。路線1は旧山田市域と碓井庁舎（旧碓井町役場・本庁舎）を結ぶ路線、旧山田市域と吉隈と桂川町の嘉穂総合高校・桂川駅を結ぶ路線があり、路線2は田川市南端部の坂谷バス停が終点で、田川市コミュニティバスと接続していた。路線7は旧稲築町域を循環する路線で、旧山田市内は通らないが山田バス扱いとなっていた。
日祝日・盆（8月13日-15日）・年末年始は路線1の桂川駅 - 西牛隈 - 生涯学習館 - 熊ヶ畑間および西牛隈 - 生涯学習館 - 熊ヶ畑間と路線2が平日より少ない便数で運行され、他の区間・路線は運休していた。また、路線1の桂川駅 - 嘉穂総合高校間は西鉄バスの碓井線と並行し、同区間のみの利用はできなかった。
路線1
・桂川駅 - 嘉穂総合高校 - 又手 - 弥栄 - 笹尾橋 - 吉隈 - 西牛隈 - 日吉峠 - 新原 - 深見 - 山田中学校 - 生涯学習館 - 市立図書館 - 百々谷 - 白木口 - 熊ヶ畑
・碓井庁舎 - 西牛隈 - 日吉峠 - 新原 - 深見 - 山田中学校 - 生涯学習館 - 市立図書館 - 百々谷 - 白木口 - 熊ヶ畑
・桂川駅 → 嘉穂総合高校 → 又手 → 弥栄 → 笹尾橋 → 吉隈 → 西牛隈 → 日吉峠 → 新原 → 深見 → 山田中学校 → 生涯学習館
・碓井庁舎 - 西牛隈 - 日吉峠 - 新原 - 深見 - 山田中学校 - 生涯学習館
・嘉穂総合高校 - 又手 - 弥栄 - 笹尾橋 - 吉隈 - 西牛隈 - 日吉峠 - 新原 - 深見 - 山田中学校 - 生涯学習館
路線2
・生涯学習館 - 日赤病院 - 松岡病院 - カッホー馬古屏/原町
・カッホー馬古屏/原町 → 松岡病院 → 日赤病院 → 新大橋橋 → 猪之鼻 → 坂谷
・坂谷 → 猪之鼻 → 大橋 → 生涯学習館
路線3（白木線）
生涯学習館 - 日赤病院 - 新大橋橋 - 山田庁舎 - サルビアパーク - 尾浦中 - 熊ヶ畑 - 長原口 - 白木口 - 長原口 - 熊ヶ畑第三集会所
路線4（百々谷線）
生涯学習館 - サルビアパーク - 山田庁舎 - 新大橋橋 - 日赤病院 - 西川団地 - 百々谷 - 嘉穂百谷
路線5（筑紫線）
生涯学習館 - 日赤病院 - 生涯学習館 - サルビアパーク - 山田庁舎 - さくらが丘団地 - 小富士住宅団地 - 下木城 - 筑紫
路線6（下山田線）
生涯学習館 - サルビアパーク - 山田庁舎 - 山田中学校 - ウナブシ団地 - 深見 - 新原 - ゆうひが丘 - 県営住宅 - ゆうひが丘 - 新大橋橋 - 生涯学習館（循環、双方向に運行）
路線7（稲築線）
稲築庁舎 - 大藪 - 鴨生口第一 - なつきの湯 - 稲築東中学校 - 稲築庁舎（循環、双方向に運行）
2. 嘉穂バス

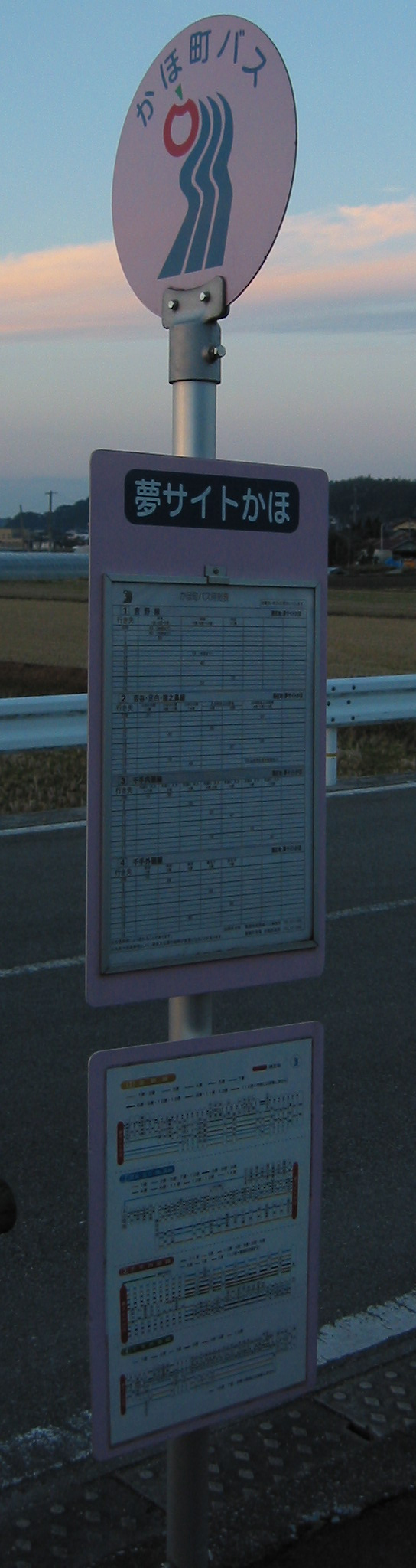
嘉穂バス（旧嘉穂町バス）のバス停

主に旧嘉穂町中心部の夢サイトかほから徒歩数分のところにあるカントリーエレベーターを基点として、旧嘉穂町内を中心に運行されていた。旧3市町相互間を結ぶ路線も嘉穂バス扱いとなっていた。
日祝日・盆（8月13日-15日）・年末年始はすべて運休、路線5はこれに加えて土曜日も運休であった。
路線1（宮野線）
・カントリーエレベーター - 嘉穂中学校口 - 旧JA大隈 - 嘉穂庁舎 - 西鉄大隈 - 小野建具前 - 庄手口 - 宮野小学校 - 小野谷 - 田出原 - 仙道口 - 市野
・カントリーエレベーター - 嘉穂中学校口 - 旧JA大隈 - 嘉穂庁舎 - 西鉄大隈 - 小野建具前 - 本明橋 - 庄手口 - 天神 - 宮野小学校 - 小野 - 小野谷 - 下高木神社 - 仙道口 - 市野
※下り第1便のみ夢サイトかほ発で、その次は西鉄大隈であった。最終運行日は異なる車両が使用されていた。
路線2（足白線）
カントリーエレベーター - 嘉穂中学校口 - 旧JA大隈 - 嘉穂庁舎 - 西鉄大隈 - 椎木 - 足白 - 馬見キャンプ場口 - 所迫 - 椎木 - 【以降往路と逆順】 - カントリーエレベーター （ラケット型循環、双方向に運行）
※上り第1便のみ夢サイトかほ発で、その次は西鉄大隈となっていた。最終運行日は、千手外廻線で主に使用される車両が使用されていた。
路線3（千手内廻線）
カントリーエレベーター - JA嘉穂支所 - 西鉄大隈 - 嘉穂庁舎 - 旧JA大隈 - 上西 - 芥田 - 上才田 - 才田公民館 - 大力 - 代 - 上才田 - （平迫公民館） - 芥田 - 【以降往路と逆順】 - カントリーエレベーター（ラケット型循環、双方向に運行）
※一部の便はJA嘉穂支所を通らず、上り第1便は、カントリーエレベーターの次は上西になっていた。 
路線4（千手外廻線）
カントリーエレベーター - JA嘉穂支所 - 西鉄大隈 - 嘉穂庁舎 - 旧JA大隈 - 芥田 - 九郎原 - 西野口 - （西野集会所 - 西野口） - 内山田 - 泉河内八幡神社 - 東畑 - 古屋敷 - 高畑
※この路線は、東畑とその周辺で飯塚市予約乗合タクシーに乗り継げ、桂川駅、筑前大分駅、九郎原駅、上穂波駅、筑前内野駅と飯塚の筑穂地区と筑穂地区外で行ける一部の施設に400円で行くことができた。また3市町（嘉麻市はもちろん、桂川町と飯塚市の一部）を嘉麻市バスで唯一通っていた。最終運行日は、路線1・宮野線と同じく異なる車両が使用されていた。 
路線5（市内周回線）
・稲築庁舎 - 黒田 - 碓井庁舎 - 井土 - 嘉穂中学校口 - カントリーエレベーター - （嘉穂バス事務所） - 夢サイトかほ - 嘉穂庁舎 - 原町口 - 日赤病院 - 生涯学習館 - 山田庁舎
・稲築庁舎 - 黒田 - 碓井庁舎 - 井土 - 嘉穂中学校口 - カントリーエレベーター - 夢サイトかほ
・夢サイトかほ - 嘉穂庁舎 - 原町口 - 日赤病院 - 生涯学習館 - 山田庁舎
※最終運行日は、一部の便が緑ナンバーであった。この緑ナンバーの車両は、熊ヶ畑桂川線での運用が確認されている。

## 運賃
2020年3月31日まで、嘉麻市内（坂谷を含む）で乗降する場合は100円均一（小学生、障害者等とその介護者は半額）で、桂川駅・嘉穂総合高校・吉隈保育所等桂川町内で乗降する場合（市外乗降）は300円（小学生、障害者等とその介護者は半額）、小学生未満は大人1人つき2人まで無料であった。同年4月1日からは、嘉麻市内（坂谷含む）の乗降は200円均一（小学生、障害者等とその介護者は半額）、市外乗降は400円（小学生、障害者等とその介護者は半額）に値上げ。小学生未満は変わらず大人1人つき2人まで無料である。なお、令和2年度福祉バスの市バス統合に伴う激変緩和策に関する予算案可決に伴って、専用回数券の利用を条件として、同年4月1日からは、実質、高齢者（60歳以上）は市内乗降100円、市外乗降200円、さらに60歳以上の障害者等に至っては、市内乗降50円、市外乗降100円のみの負担となる。デマンドバスは、まずはじめに利用者登録（申し込み用紙、ないしはアプリ［MONET］）をした上で、1回300円（小学生、障害者等とその介護者は半額、小学生未満は大人1人つき2人まで無料）となっているが、前掲予算案の可決に伴って、こちらも専用回数券の利用を条件として、実質、高齢者（60歳以上）は150円、60歳以上の障害者等は75円のみの負担となる。
定期券は一般・通学・小学生の区分で、それぞれに1か月用・2か月用・3か月用があり、またそれぞれに嘉麻市内区間専用のものと桂川駅・嘉穂総合高校で乗降できるものの区分がある。他に高齢者用（70歳以上）に市内専用の6か月定期がある。
回数券は100円券12枚綴りと50円券24枚綴りとがあり、いずれも1,000円である。

## 車両
日産・シビリアン、日産・キャラバン、トヨタ・コースター、日野・ポンチョ等が使用される。2020年の路線再編に伴い、地元の嘉麻市在住のイラストレーター・maruikoのデザインによるラッピングが施された専用車両での運行となっている。
当初は嘉穂町バスでは三菱ふそう・ローザ、山田市バスでは初代ポンチョを使用していた。
トヨタ・ハイエースは2020年4月1日に運用離脱が確認されている。ポンチョは運用離脱後もしばらくの間山田バス事務所の裏に留め置かれていた。

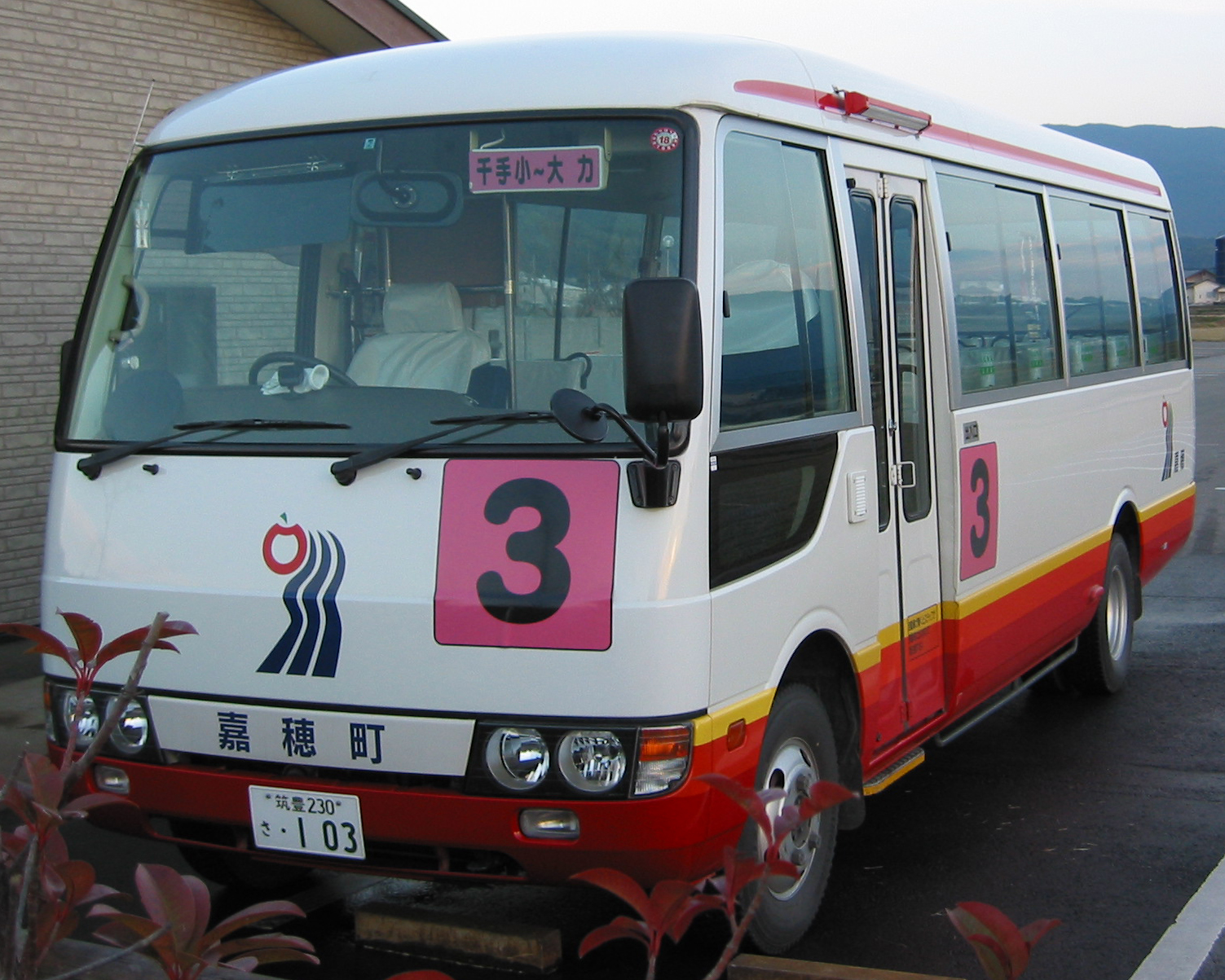
「嘉穂町バス」当時の車両